# Orcsik Roland
Orcsik Roland (Óbecse, 1975. november 28.–) Jugoszláviában született, Magyarországon élő magyar költő, író, műfordító, kritikus, szerkesztő, a Szegedi Tudományegyetem adjunktusa.

## Élete és pályafutása
1975-ben született a szerbiai Óbecsén. Szülőhelyén végezte az általános iskolát, majd 1990 és 1992 között az Elektronikai Szakközépiskola tanulója volt Adán, 1992 és 1994 között pedig a Gábor Dénes szakközépiskolában tanult. 1992 óta Szegeden él. Költészettel, műfordítással, kritikaírással foglalkozik. 2010-ben Móricz Zsigmond-ösztöndíjat és Sziveri János-díjat kapott.

## Könyvei
- Rozsdamaró. Versmanipulációk (versek), Vár Ucca Műhely, 2002
- Holdnak, arccal. Potyaversek, útközben (versek), Tiszatáj, Szeged, 2007
- Proeictum Maurits (Maurits Ferencről); szerk. Kollár Árpád, Orcsik Roland, Univ, Szeged, 2010 (Szatirikon könyvek)
- Mahler letöltve (versek), Kalligram Könyvkiadó, Pozsony, 2011
- Roland Orčik: Skinuti maler (versek); szerbre ford. Orcsik Roland; Treći Trg, Beograd, 2012 (kétnyelvű)
- Harmadolás (versek), Kalligram Könyvkiadó, Budapest, 2015
- Detonáció. Domonkos István művészetének exjugoszláv irodalmi kapcsolatformái; Forum, Újvidék, 2015
- Masírozó angyalok. Kollázsolt breviárium Fenyvesi Ottó tiszteletére; szerk. Virág Zoltán, Orcsik Roland; Forum, Újvidék, 2015
- Fantomkommandó. Regény; Forum–Kalligram, Újvidék–Bp., 2016 (románul: Comandoul fantomă Ford.: Andrei Dosa, Editura Paralela 45, Bucarest, 2018,szerbül: Fantomkomando, Ford.: Pataki Angéla, KCNS, Újvidék, 2019)
- Legalja (versek), Forum-Pesti Kalligram Kft., Újvidék-Bp., 2020
- Smeće i svetinja (válogatott versek horvát (Pataki Angéla) és angol (Lengyel Zoltán) fordításban), SKUD IGK, Zagreb, 2021

## Műfordításai
- Mirko Kovač: Város a tükörben
- Semezdin Mehmedinović: Ruszki komputer
- Igor Štiks: Illés próféta széke
- Robert Mlinarec: Álomszövők
- Miroslav Mićanović (szerk.): A káosz vigasza
- Primož Čučnik: Versek nem fogadott hívásokra
- Delimir Resicki: Meghalni a pandákkal
- Ana Ristović: P. S.

## Díjai
- 2004: Faludy György-díj
- 2005: Tiszatáj-jutalom
- 2007: Sinkó Ervin-díj
- 2007: Babits Mihály műfordítói ösztöndíj
- 2010: Móricz Zsigmond-ösztöndíj
- 2010: Sziveri János-díj
- 2017: Csáth Géza-díj
- 2018ː Hazai Attila Irodalmi Díj
- 2020: Térey János-ösztöndíj